# Дейвид Маят
Дейвид Уулстън Маят (на английски: David Wulstan Myatt, р. 1950 година), още познат и като Абдул-Азиз ибн Маят (на английски: Abdul-Aziz ibn Myatt), е британски автор, поет, философ, преводач на древногръцкия език и бивш неонацист и джихадист.

## Биография
Роден в Танзания в английско семейство, той емигрира в Британия в 1967 г. и става член на няколко неонациски движения. В 1993 г., със смъртта на жената му, той напуска неонацизма, но през 1998 г. приема исляма и става член на ислямистките движения. Става идеолог на екстремизма и джихада.
В 2006 година, със самоубийство на приятелката му Франсес, той напуска исляма и създава философията „Нуминозният път“ (The Numinous Way). От 2010 г. пише много за отхвърлянето на екстремисткото си минало и за отхвърлянето на екстремизма като цяло.
Тематика на поезията му са любов и живот.